# Матч WarGames
Матч WarGames — это тип матча в рестлинге, который первоначально использовался в National Wrestling Alliance (NWA), а затем ежегодно проводился в World Championship Wrestling (WCW), обычно на сентябрьском шоу Fall Brawl. Дасти Роудс считается автором идеи этого матча. В матче обычно участвовали две команды из четырёх, пяти или более рестлеров, запертых внутри стальной клетки, охватывающей два ринга. С 2017 года WWE, которая приобрела активы WCW в 2001 году, проводит ежегодные матчи WarGames в рамках шоу TakeOver бренда NXT.

## История
Матч WarGames был создан под впечатлением от просмотра фильма «Безумный Макс 3: Под куполом грома». Изначально он использовалась как специальный матч для группировки «Четыре всадника». Первый матч WarGames состоялся на арене The Omni в Атланте во время тура NWA Great American Bash '87, где он был известен как «Матч за гранью». Позже в том же году он был проведен на трех домашних шоу: в Майами, в Чикаго и на дебюте NWA в Nassau Coliseum на Лонг-Айленде. В следующем году во время тура Great American Bash Tour он был проведен на 11 домашних шоу. Последние матчи WarGames под флагом NWA состоялись на Great American Bash в 1989 году и на домашнем шоу в Атланте. WCW первоначально использовала этот формат в 1991 году на WrestleWar и на пяти домашних шоу во время тура Great American Bash в 1991 году, в 1992 году на WrestleWar, после чего оно стало традиционным событием Fall Brawl с 1993 по 1998 год.

### Формат
Матч WarGames состоит из двух или трех команд, в которых от трех до пяти участников, которые сталкиваются друг с другом в формате ступенчатого входа.
Конструкция состоит из двух рингов, расположенных бок о бок, с охватывающей прямоугольной клеткой, которая охватывает оба ринга, но не зону у ринга. Двери расположены в дальних углах клетки, рядом с тем местом, где команды соперников ожидают входа, чтобы команды не соприкасались друг с другом до начала матча.
Матч начинается с того, что в клетку заходит по одному члену от каждой команды. Через пять минут член одной из команд (обычно определяемой жеребьевкой) входит в клетку, давая своей команде временное преимущество в гандикапе 2 на 1. Через две минуты в клетку заходит член другой команды, чтобы уравнять шансы на следующие две минуты. Участники чередуются между командами каждые две минуты, давая команде, выигравшей жеребьевку, временное преимущество в численности, а затем давая преимущество другой команде с самым свежим человеком и равными шансами.
Команды продолжают чередоваться в течение двухминутных периодов, пока все участники не окажутся на ринге.
Как только все участники входят в клетку, начинается так называемый «Матч за гранью». Обе команды борются друг с другом в клетке до тех пор, пока любой участник не будет удержан, не сдастся или не потеряет сознание. Изначально в правилах не было возможности победить удержанием, отсчётом, дисквалификаций. Однако в более поздних версиях матча в WCW стали разрешены удержания.
В версиях матча в NXT и Major League Wrestling используется клетка без крыши, и в ней были разрешены удержания. Однако в варианте NXT, если один член команды покидал клетку, вся команда дисквалифицировалась.
В эпизоде NXT от 31 октября 2019 года был объявлен первый в истории женский матч WarGames на шоу NXT TakeOver: WarGames.

## Список матчей
| №  | Матч | Шоу                      | Город                             | Дата             |
| -- | --- | ------------------------ | --------------------------------- | ---------------- |
| 1  | «Дорожные воины» (Дорожный воин Ястреб и Дорожный воин Зверь), Никита Колофф, Дасти Роудс и Пол Эллеринг победили «Четырёх всадников» (Рик Флэр, Арн Андерсон, Лекс Люгер, Талли Бланшар и Джей. Джей. Диллон)                                  | The Great American Bash  | Атланта, Джорджия                 | 4 июля 1987      |
| 2  | «Дорожные воины» (Дорожный воин Ястреб и Дорожный воин Зверь), Никита Колофф, Дасти Роудс и Пол Эллеринг победили «Четырёх всадников» (Рик Флэр, Арн Андерсон, Лекс Люгер и Талли Бланшар) и Военную Машину                                     | The Great American Bash  | Майами, Флорида                   | 31 июля 1987     |
| 3  | «Дорожные воины» (Дорожный воин Ястреб и Дорожный воин Зверь), Рон Гарвин, Дасти Роудс и Никита Колофф победили «Четырёх всадников» (Рик Флэр, Арн Андерсон, Лекс Люгер, Талли Бланшар и Джей. Джей. Диллон)                                    | Домашнее шоу             | Чикаго, Иллиноис                  | 16 августа 1987  |
| 4  | Рон Гарвин, Дасти Роудс, Барри Уиндем и «Рон-н-Ролл Экспресс» (Рики Мортон и Роберт Гибсон) победили «Полуночный экспресс» (Бобби Итон и Стэн Лейн), Биг Бабба Роджерс, Арн Андерсон и Талли Бланшар                                            | Домашнее шоу             | Лонг-Айленд, Нью-Йорк             | 25 ноября 1987   |
| 5  | «Дорожные воины» (Дорожный воин Ястреб и Дорожный воин Зверь), Дасти Роудс, Лекс Люгер и Пол Эллеринг победили «Четырёх всадников» (Рик Флэр, Арн Андерсон, Талли Бланшар, Барри Уиндем и Джей. Джей. Диллон)                                   | Домашнее шоу             | Орландо, Флорида                  | 26 июня 1988     |
| 6  | Дасти Роудс, Стинг, Лекс Люгер, Никита Колофф и Пол Эллеринг победили «Четырёх всадников» (Рик Флэр, Арн Андерсон, Талли Бланшар, Барри Уиндем и Джей. Джей. Диллон)                                                                            | Домашнее шоу             | Шарлотт, Северная Каролина        | 2 июля 1988      |
| 7  | Дасти Роудс, Стинг, Лекс Люгер и Пол Эллеринг победили «Четырёх всадников» (Рик Флэр, Арн Андерсон, Талли Бланшар, Барри Уиндем и Джей. Джей. Диллон)                                                                                           | Домашнее шоу             | Хантсвилл, Алабама                | 12 июля 1988     |
| 8  | Дасти Роудс, Стинг, Лекс Люгер и Стив Уильямс победили «Четырёх всадников» (Рик Флэр, Арн Андерсон, Талли Бланшар, Барри Уиндем и Джей. Джей. Диллон)                                                                                           | Домашнее шоу             | Чаттануга, Теннесcи               | 14 июля 1988     |
| 9  | Дасти Роудс, Стинг, Лекс Люгер и Никита Колофф победили «Четырёх всадников» (Рик Флэр, Арн Андерсон, Талли Бланшар, Барри Уиндем и Джей. Джей. Диллон)                                                                                          | Домашнее шоу             | Ричмонд, Виргиния                 | 15 июля 1988     |
| 10 | Дасти Роудс, Никита Колофф, Лекс Люгер, Стив Уильямс и Пол Эллеринг победили «Четырёх всадников» (Рик Флэр, Арн Андерсон, Талли Бланшар, Барри Уиндем и Джей. Джей. Диллон)                                                                     | Домашнее шоу             | Гринсборо, Северная Каролина      | 16 июля 1988     |
| 11 | Дасти Роудс, Стинг, Лекс Люгер и Никита Колофф победили «Четырёх всадников» (Рик Флэр, Арн Андерсон, Талли Бланшар, Барри Уиндем и Джей. Джей. Диллон)                                                                                          | Домашнее шоу             | Цинциннати, Огайо                 | 21 июля 1988     |
| 12 | Дасти Роудс, Стинг, Лекс Люгер и Никита Колофф победили «Четырёх всадников» (Рик Флэр, Арн Андерсон, Талли Бланшар, Барри Уиндем и Джей. Джей. Диллон)                                                                                          | Домашнее шоу             | Филадельфия, Пенсильвания         | 23 июля 1988     |
| 13 | Дасти Роудс, Стинг, Лекс Люгер и Никита Колофф победили «Четырёх всадников» (Рик Флэр, Арн Андерсон, Талли Бланшар, Барри Уиндем и Джей. Джей. Диллон)                                                                                          | Домашнее шоу             | Джонсон-Сити, Теннесси            | 24 июля 1988     |
| 14 | Дасти Роудс, Дастин Роудс, Стинг и Никита Колофф победили «Четырёх всадников» (Рик Флэр, Арн Андерсон, Талли Бланшар, Барри Уиндем и Джей. Джей. Диллон)                                                                                        | Домашнее шоу             | Дейтона-Бич, Флорида              | 28 июля 1988     |
| 15 | Дасти Роудс, Дастин Роудс, Лекс Люгер и Пол Эллеринг победили «Четырёх всадников» (Рик Флэр, Арн Андерсон, Талли Бланшар, Барри Уиндем и Джей. Джей. Диллон)                                                                                    | Домашнее шоу             | Окленд, Калифорния                | 6 августа 1988   |
| 16 | «Дорожные воины» (Дорожный воин Ястреб и Дорожный воин Зверь), «Полуночный экспресс» (Бобби Итон и Стэн Лейн) и Стив Уильямс победили «Потрясающих вольных птиц» (Джимми Гарвин, Майкл Хейс и Терри Горди) и «Самоанский спецназ» (Фату и Саму) | The Great American Bash  | Балтимор, Мэриленд                | 23 июля 1989     |
| 17 | «Дорожные воины» (Дорожный воин Ястреб и Дорожный воин Зверь), «Полуночный экспресс» (Бобби Итон и Стэн Лейн) и Стив Уильямс победили «Потрясающих вольных птиц» (Джимми Гарвин, Майкл Хейс и Терри Горди) и «Самоанский спецназ» (Фату и Саму) | Домашнее шоу             | Атланта, Джорджия                 | 6 августа 1989   |
| 18 | «Четыре всадника» (Рик Флэр, Барри Уиндем, Сид Вишес и Ларри Збышко) победили Стинга, Брайана Пиллмана и «Братьев Штайнеров» (Рик Штайнер и Скотт Штайнер)                                                                                      | WrestleWar               | Балтимор, Мэриленд                | 24 февраля 1991  |
| 19 | Стинг, Лекс Люгер, Жёлтый пёс и Эль Гиганте победили Барри Уиндема, Никиту Колоффа, Кевина Салливана и Сам себе банду |                          | Ист-Ратерфорд, Нью-Джерси         | 3 июля 1991      |
| 20 | Стинг, Лекс Люгер, Жёлтый пёс и Эль Гиганте победили Барри Уиндема, Никиту Колоффа, Кевина Салливана и Сам себе банду |                          | Норфолк, Виргиния                 | 6 июля 1991      |
| 21 | Стинг, Лекс Люгер, Жёлтый пёс и Эль Гиганте победили Барри Уиндема, Никиту Колоффа, Кевина Салливана и Сам себе банду |                          | Ричмонд, Виргиния                 | 7 июля 1991      |
| 22 | Стинг, Рон Симмонс, Том Зенк и Роберт Гибсон победили Никиту Колоффа, Сам себе банду, Даймонд Стадда и Ричарда Мортона |                          | Гринсборо, Северная Каролина      | 10 августа 1991  |
| 23 | Стинг, Эль Гиганте, Барри Уиндем и Жёлтый пёс победили Кактуса Джека, Кевина Салливана, Сам себе банду и Арна Андерсона |                          | Джэксонвилл, Флорида              | 24 августа 1991  |
| 24 | «Эскадрилья Стинга» (Стинг, Никита Колофф, Дастин Роудс, Рикки Стимбот и Барри Уиндем) победили «Опасный союз» (Арн Андерсон, Бобби Итон, Стив Остин, Ларри Збышко и Рик Руд)                                                                   | WrestleWar               | Джэксонвилл, Флорида              | 17 мая 1992      |
| 25 | Стинг, Дейви Бой Смит, Дастин Роудс и Шокмастер победили Сид Вишеса, Вейдера и «Гарлем Хит» (Кейн и Коул) | Fall Brawl               | Хьюстон, Техас                    | 19 сентября 1993 |
| 26 | Дасти Роудс, Дастин Роудс и «Мерзкие ребята» (Брайан Нобс и Джерри Сэгс) победили Терри Фанка, Арна Андерсона, Банкхауса Бака и Роберта Патрика                                                                                                 | Fall Brawl               | Роанок, Виргиния                  | 18 сентября 1994 |
| 27 | «Халкаманьяки» (Халк Хоган, Рэнди Сэвидж, Лекс Люгер и Стинг) победили «Подземелье смерти» (Угандийский гигант Камала, Зодиак, Акула и Менг) | Fall Brawl               | Ашвилл, Северная Каролина         | 17 сентября 1995 |
| 28 | «Новый мировой порядок» (Голливуд Хоган, Скотт Холл, Кевин Нэш и nWo Стинг) победили Лекса Люгера, Рика Флэра, Арна Андерсона и Стинга | Fall Brawl               | Уинстон-Сейлем, Северная Каролина | 15 сентября 1996 |
| 29 | «Новый мировой порядок» (Бафф Багвелл, Кевин Нэш, Сиккс и Коннан) победили «Четырёх всадников» (Крис Бенуа, Стив Макмайкл, Рик Флэр и Курт Хенниг)                                                                                              | Fall Brawl               | Уинстон-Сейлем, Северная Каролина | 14 сентября 1997 |
| 30 | Команда WCW (Даймонд Даллас Пейдж, Родди Пайпер и Воин) победили nWo Hollywood (Голливуд Хоган, Брет Харт и Стиви Рей) и nWo Wolfpac (Кевин Нэш, Стинг и Лекс Люгер)                                                                            | Fall Brawl               | Уинстон-Сейлем, Северная Каролина | 13 сентября 1998 |
| 31 | Кевин Нэш, Джефф Джарретт, Скотт Холл и братья Харрис (Дон и Рон) победили Букера Ти, Голдберга, КрониК (Брайан Адамс и Брайан Кларк) и Стинга                                                                                                  | WCW Monday Nitro         | Даллас, Техас                     | 4 сентября 2000  |
| 32 | «Неоспоримая эра» (Адам Коул, Бобби Фиш и Кайл О’Райли) победили «Сейнити» (Александер Вульф, Эрик Янг и Киллиан Дейн) и «Авторы боли» (Акам и Резар) и Родерик Стронг (с Полом Эллерингом)                                                     | NXT TakeOver: WarGames   | Хьюстон, Техас                    | 18 ноября 2017   |
| 33 | Пит Данн, Рикошет и «Боевые рейдеры» (Хансон и Роув) победили «Неоспоримую эру» (Адам Коул, Бобби Фиш, Родирик Стронг и Кайл О’Райли) | NXT TakeOver: WarGames   | Лос-Анджелес, Калифорния          | 17 ноября 2018   |
| 34 | Команда Рипли (Риа Рипли, Кэндис Ле Рей, Тиган Нокс и Дакота Кай) победили команду Бэйзлер (Шейна Бэйзлер, Ио Сирай, Бьянка Белэр и Кей Ли Рей)                                                                                                 | NXT TakeOver: WarGames   | Роузмонт, Иллинойс                | 23 ноября 2019   |
| 35 | Команда Чиампы (Томмасо Чиампа, Кит Ли, Доминик Дайджакович и Кевин Оуэнс) победили «Неоспоримую эру» (Адам Коул, Бобби Фиш, Родирик Стронг и Кайл О’Райли)                                                                                     | NXT TakeOver: WarGames   | Роузмонт, Иллинойс                | 23 ноября 2019   |
| 36 | Команда Кэндис (Кэндис Ле Рей, Дакота Кай, Ракель Гонсалес и Тони Шторм) победили команду Шотци (Шотци Блэкхарт, Эмбер Мун, Риа Рипли и Ио Сирай)                                                                                               | NXT TakeOver: WarGames   | Орландо, Флорида                  | 6 декабря 2020   |
| 37 | «Неоспоримая эра» (Адам Коул, Бобби Фиш, Родерик Стронг и Кайл О’Райли) победили команду Макафи (Пэт Макафи, Пит Данн, Дэнни Бирч и Они Лоркан)                                                                                                 | NXT TakeOver: WarGames   | Орландо, Флорида                  | 6 декабря 2020   |
| 38 | Ио Сираи, Кей Ли Рей, Ракель Гонсалес и Кора Джейд победили Дакоту Кай и Toxic Attraction (Мэнди Роуз, Джиджи Долин и Джейси Джейн) | NXT WarGames             | Орландо, Флорида                  | 5 декабря 2021   |
| 39 | «Команда 2.0» (Брон Брейккер, Кармело Хейс, Тони Д’Анджело и Грейсон Уоллер) победили «Команду „Черное и Золотое“» (Томмасо Чиампа, Джонни Гаргано, Пит Данн и Эл Эй Найт)                                                                      | NXT WarGames             | Орландо, Флорида                  | 5 декабря 2021   |
| 40 | Бьянка Белэр, Аска, Алекса Блисс, Мичин и Бекки Линч победили Damage CTRL (Бэйли, Дакота Кай и Ийо Скай), Никки Кросс и Рея Рипли | Survivor Series WarGames | Бостон, Массачусетс               | 26 ноября 2022   |
| 41 | The Bloodline (Роман Рейнс, Братья Усо (Джей и Джимми), Сами Зейн и Соло Сикоа) (с Полом Хейманом) победили «Дерущихся брутов» (Шимус, Ридж Холланд и Бутч), Дрю Макинтайр и Кевин Оуэнс                                                        | Survivor Series WarGames | Бостон, Массачусетс               | 26 ноября 2022   |